# Maihuenia
Maihuenia (F.A.C.Weber) K.Schum. – rodzaj sukulentów z rodziny kaktusowatych (Cactaceae). Należą do niego tylko 2 gatunki. Występują na dużych wysokościach w Andach na terenie Argentyny i Chile.

## Systematyka
Pozycja systematyczna według APweb (aktualizowany system APG III z 2009)
Należy do rodziny kaktusowatych (Cactaceae) Juss., która jest jednym z kladów w obrębie rzędu goździkowców (Caryophyllales)  i klasy roślin okrytonasiennych. W obrębie kaktusowatych należy do plemienia Maihuenioideae, podrodziny Cactoideae.
Pozycja w systemie Reveala (1993-1999)
Gromada okrytonasienne (Magnoliophyta Cronquist), podgromada Magnoliophytina Frohne & U. Jensen ex Reveal, klasa Rosopsida Batsch, podklasa goździkowe (Caryophyllidae Takht.), nadrząd  Caryophyllanae Takht.,  rząd goździkowce (Caryophyllales Perleb), podrząd Cactineae Bessey in C.K. Adams, rodzina kaktusowate (Cactaceae Juss.), rodzaj Maihuenia (F.A.C.Weber) K.Schum.
Gatunki
- Maihuenia patagonica (Phil.) Britton & Rose
- Maihuenia poeppigii (Otto ex Pfeiff.) Phil. ex K.Schum.